# Urease

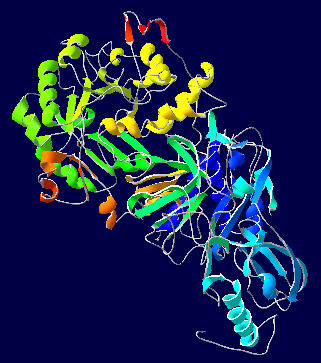
Een model van urease uit Helicobacter pylori

Urease (ureum amidohydrolase) is een enzym dat de hydrolyse van ureum naar ammoniak katalyseert, dus niet-peptide C-N bindingen in lineaire amiden hydroliseert. Urease was in 1925 het eerste enzym dat gekristalliseerd werd, door James Batcheller Sumner. Hiervoor kreeg hij in 1946 de Nobelprijs voor Scheikunde.
Omzetting van ureum naar ammoniak:
{\displaystyle {\ce {CO(NH2)2 + H2O ->[Urease] 2NH3 + CO2}}}
In het actieve centrum van het enzym bevindt zich nikkel, en het enzym kan naast ureum ook hydroxyureum omzetten.
Met dit enzym kan de bacterie Helicobacter pylori in de zure pH van het maagzuur overleven en daar een maagzweer veroorzaken.